# Gradišča
Gradišča – wieś w Słowenii, w gminie Cirkulane. W 2018 roku liczyła 327 mieszkańców.